# Porsche P1

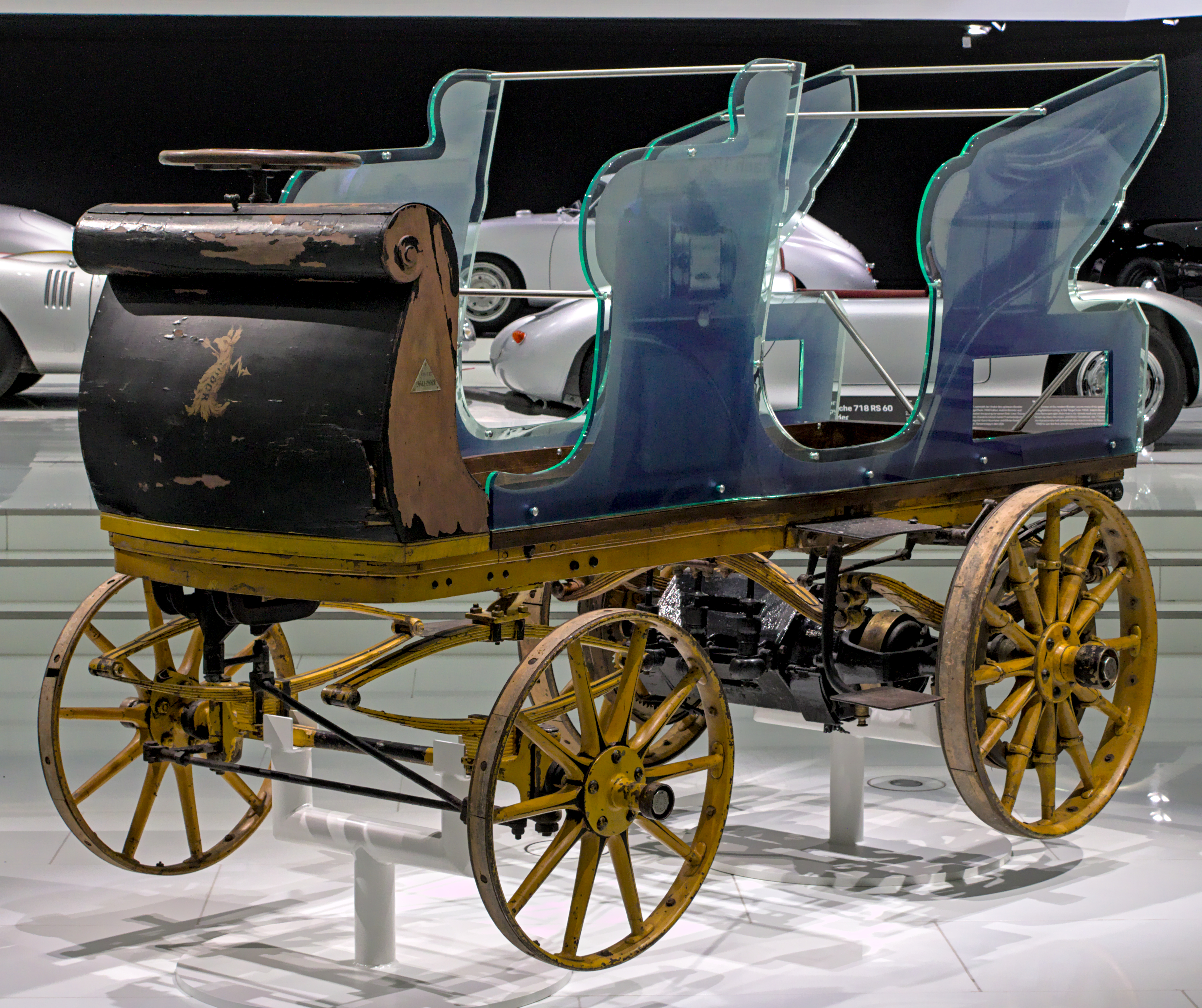
Imagem do modelo C2 Phaeton em 2009, no museu da Porsche.

Porsche P1 ou C2 Phaeton é o primeiro carro projetado e construído por Ferdinand Porsche.
Conhecido como "Sistema Lohner-Porsche", o carro é uma carruagem movida por um motor de combustão interna e com um sistema de direção híbrido, composto de quatro motores elétricos montados nas rodas e foi criado em 1898 para o empresário Jacob Lohner e circulou pela primeira vez em 26 de junho de 1898, além de ter sido um dos primeiros carros licenciados na Áustria.
O C2 Phaeton ficou guardado por mais de 100 anos em uma garagem na Áustria até ser redescoberto pela empresa Porsche no início da década de 2010 e em janeiro de 2014 passou a ser uma das principais peças no acervo do Museu Porsche (Porsche Museum).